# 브로드웨이의 대니 로즈
《브로드웨이의 대니 로즈》(Broadway Danny Rose)는 미국에서 제작된 우디 앨런 감독의 1984년 코미디 영화이다. 우디 앨런 등이 주연으로 출연하였고 우디 앨런 등이 제작에 참여하였다.
이 영화는 1984년 칸 영화제의 경쟁작으로 상영되었으며 비평가들로부터 긍정적인 평가를 받았다.

## 줄거리
대니 로즈(우디 앨런)의 이야기는 뉴욕 카네기 델리에서 점심 식사를 하는 코미디언 그룹 사이에서 공유되는 일화로 회상된다.
로즈의 1인 기획사는 재기 중인 은퇴한 라운지 리자드 루 캐노바(닉 아폴로 포르테)를 포함하여 수많은 비정통적이고 성공하지 못한 연예인들을 대표한다. 거의 모든 사람을 고용할 의향이 있는 것으로 나타났지만, 대니는 그의 연예인들을 위해 개인적인 것과 직업적인 거의 모든 필요를 충족시키며 매우 열심히 일하는 것으로 나타났다. 대니의 연예인들이 성공하는 드문 경우에 그들은 항상 그를 떠나 더 전문적인 대행사를 찾는다.
아내와 세 자녀가 있는 루는 이전에 갱스터(여전히 그녀를 사랑하는 남자)와 데이트했던 티나(미아 패로)라는 여성과 불륜 관계에 있다. 루는 대니가 그를 위해 월도프 아스토리아에서 잡아준 큰 공연에 그녀가 동행하기를 원한다. 그곳에서 그는 밀턴 베를 앞에서 공연할 예정이며, 이는 그에게 더 큰 기회를 줄 수도 있다.
가수의 주장으로 대니는 티나의 남자친구인 것처럼 가장하여 불륜에서 주의를 돌리기 위한 "바람막이" 역할을 한다. 티나의 전 남자친구는 극도로 질투심이 많아 티나와 대니의 관계를 진짜라고 믿고 대니에게 살인을 지시한다. 대니는 고객과 목숨을 모두 잃을 위기에 처한다. 전 남자친구의 형제들은 대니와 티나를 찾아 버려진 창고에 가둔다.
대니는 총구 앞에서 티나의 진짜 남자친구가 재능 없는 복화술사라고 주장하며 대니와 티나는 간신히 탈출한다. 대니는 티나에게 복화술사가 유람선에 있다고 말하여 그를 일시적으로 안전하게 만든다. 갱스터들이 가상의 남자친구를 찾는 동안, 대니와 티나는 탈출에 성공한다. 그들은 결국 월도프에 도착하지만 루는 술에 취해 공연 준비가 되어 있지 않다. 대니는 수년간 개발해 온 독특한 혼합물을 사용하여 루의 술을 깨운다. 그 결과 루는 뛰어난 공연을 선보이고, 그 후 대니에게 더 전문적인 매니저와 계약할 계획이라고 말한다. 이전에 루에게 대니를 버리라고 종용했던 티나는 함께 겪었던 경험에도 불구하고 대니를 변호하기를 거부한다.
속았다고 느낀 대니는 카네기 델리로 가서 자신을 구하기 위해 "고자질"했던 복화술사가 살인자들에게 구타당했고(유람선은 취소되었다) 현재 병원에 입원해 있다는 소식을 듣는다. 대니는 병원에 가서 피해자를 위로하고 병원비를 지불한다.
아내와 아이들을 떠나 티나와 결혼한 루는 성공한다. 대니를 변호하지 못한 것에 죄책감을 느낀 티나는 우울해하고 결국 헤어진다. 이제 추수감사절이고 대니는 모든 고객을 초대하여 파티를 열고 있다. 티나가 문에 나타나 사과하며 대니에게 삼촌 시드니의 좌우명인 "수용, 용서, 사랑"을 기억해 달라고 요청한다. 처음에는 대니가 티나를 돌려보내지만, 나중에 그녀를 따라잡고 화해하는 것처럼 보인다. 이 마지막 장면에서 이야기를 들려주는 코미디언 그룹의 내레이션이 들린다. 그들은 대니를 칭찬하며, 그가 결국 브로드웨이 최고의 영예인 카네기 델리에서 그의 이름을 딴 샌드위치를 받게 되었다고 말한다.

## 출연

### 주연
- 우디 앨런
- 미아 패로

### 조연
- 샌디 바론
- 밀튼 버얼
- 재키 게일
- 대니 에일로